# 이부키 분메이
이부키 분메이(일본어: 伊吹 文明, 1938년 1월 9일 ~ )는 일본의 정치인이다. 자유민주당 소속의 중의원 의원이며 중의원 의장, 문부과학대신, 재무대신, 노동대신, 국가공안위원회 위원장 겸 방재담당대신, 자유민주당 간사장을 지냈다.

## 인물
교토부의 교토시에서 태어나, 교토 대학 경제학부를 졸업하고, 1960년 일본 대장성에 들어갔다. 런던 일본 대사관 서기관, 회계국 심사, 국고 과장 등을 지낸 후, 대장 대신이 된 와타나베 미치오의 눈에 띄어 대장대신 비서관이 되었다.
1983년 제37회 중의원 의원 총선거에 자민당으로 출마해 당선 되었으며, 이후 연속으로 아홉 번 당선되었다. 1994년 중의원 문교 위원장 (衆議院文教委員長) 을 지냈으며, 1996년 제41회 중의원 의원 총선거에서 당선에 성공했으나, 일본 공산당 후보 고쿠타 게이지 (穀田恵二) 에게 고전하였다.
1997년 제2차 하시모토 내각 개조내각에서 노동대신이 되었으며, 제2차 모리 내각 개조내각에서는 국가공안위원회 위원장 겸 방재 담당 대신에 임명되었다.
2006년 제1차 아베 신조 내각에서는 문부과학대신이 되었으며, 2007년에는 자민당 간사장에 선출되었다. 2008년 후쿠다 야스오 내각 개조내각 발족에 수반해, 자민당 간사장에서 물러나 재무대신이 되었다. 2009년 제45회 중의원 총선거에서 낙선 했으나, 비례구로 중의원 의원에 당선되었다.
2012년, 제46회 중의원 선거에서 자민당의 압승으로 중의원 의장에 취임하였다. 2014년 11월 의장직에서 퇴임했다. 2021년 현재 중의원 최고령 의원이다.
2021년 6월 28일, 교토부청에서 기자회견을 갖고, 고령을 이유로 당해 실시 예정인 중의원 선거에 출마하지 않고 정계를 은퇴하겠다는 의향을 밝혔다.

## 같이 보기
- 한일의원연맹